# Filcon
 Denne artikel bør gennemlæses af en person med fagkendskab for at sikre den faglige korrekthed.

Filconer er polymerer, der specielt bruges i kontaktlinser. Ordet er en sammentrækning af "hydrofil" og "contact lens", og står i modsætning til focon som betegner hydrofobe kontaktlinsepolymere. Ordet bruges oftes som suffix i navne på specifikke kontaktlinsepolymere fx "Nelfilcon", "Etafilcon", "Methafilcon". 
Filconer danner bløde hydrogeler dvs. blød plast med et naturligt højt indhold af vand, hvilket er den ønskværdige materialeegenskab for bløde kontaktlinser.

## Monomererne anvendt i filconer
Polymerer består af gentagende enkelt dele kaldet monomere. Gennembruddet for filconer kom med polymeriseringen af 2-hydroxyethyl methacrylat i 1960. Efterfølgende er co-polymerisering med andre monomere resulteret i det store udvalg af filconer, der eksisterer i dag.
CH2=C(CH3)COO-CH2CH2OH
Monomerenen 2-hydroxyethyl methacrylat.
(-CH2-C[(CH3)COO-CH2CH2OH]-)n
Polymeren dannet ud fra 2-hydroxyethyl methacrylat.

## Filiconer og monomerer
For udvalgte filconer, er deres monomere givet i tabellen nedenfor og som det fremgår, består filconer normalt af flere co-polymeriserede typer af monomere. 
| Filcon          | Monomere                                                                                               | Kemisk formel                                                            |
| --------------- | --- | ------------------------------------------------------------------------ |
| Polymacon       | 2-hydroxyethyl methacrylat ethylenglycol dimethacrylat                                                 | CH2=C(CH3)COO-CH2CH2OH CH2=C(CH3)COO-CH2CH2-OOCC(CH3)=CH2                |
| Etafilcon A     | 2-hydroxyethyl methacrylat natrium methacrylat 2-ethyl-2-(hydroxymethyl)-1,3-propandiol trimethacrylat | CH2=C(CH3)COO-CH2CH2OH CH2=C(CH3)COONa [CH2=C(CH3)COO-]3CCH2CH3          |
| Ocufilcon A / C | 2-hydroxyethyl methacrylat methacrylsyre ethylenglycol dimethacrylat                                   | CH2=C(CH3)COO-CH2CH2OH CH2=C(CH3)COOH CH2=C(CH3)COO-CH2CH2-OOCC(CH3)=CH2 |

Reference 

## Kontaklinseprodukter og filconer
En liste over kontaktlinseprodukter og tilhørende polymere findes i tabellen nedenfor. 
| Produkt                                                 | Polymer       |
| ------------------------------------------------------- | ------------- |
| Cibasoft, Illusions, Torisoft                           | Tefilcon      |
| CooperToric, Preference, Preference Toric, Vantage      | Tetrafilcon A |
| CSI, CSI Toric                                          | Crofilcon     |
| Focus Night & Day                                       | Lotrafilcon A |
| O2Optix                                                 | Lotrafilcon B |
| Acuvue Advance with Hydraclear, Advance for Astigmatism | Galyfilcon A  |
| Acuvue Oasys                                            | Senofilcon A  |
| Soflens 66                                              | Alfafilcon A  |
| Proclear Compatibles                                    | Omafilcon A   |
| Focus Dailies, Dailies Toric                            | Nelfilcon A   |
| Soflens 1-day                                           | Hilafilcon A  |
| Soflens 59                                              | Hilafilcon B  |
| Durasoft 2                                              | Phemfilcon A  |
| Purevision                                              | Balafilcon A  |
| Acuvue, Acuvue Bifocal, Acuvue 2, Acuvue 1-day          | Etafilcon A   |
| Biomedics 55, Biomedics 55 Premier                      | Ocufilcon D   |
| Durasoft 3, Freshlook, Wildeyes                         | Phemfilcon A  |
| Sunsoft Eclipse, Revolution, Sunsoft Toric              | Methafilcon A |
| Focus 1-2 Week, Focus Toric, Focus Progressives         | Vilfilcon A   |

Reference 